# Криптосистема Блюма — Гольдвассер
Криптосистема Блюма — Гольдвассер — одна из схем шифрования с открытым ключом, основанная на сложности факторизации больших целых чисел. Этот алгоритм шифрования был предложен Мануэлем Блюмом и Шафи Гольдвассер в 1984 году.
Пусть m1, m2, … , mm — последовательность бит открытого текста.
В качестве параметров криптосистемы выбираем n=pq — число Блюма, x0 — случайное число из Zn, взаимно простое с N.
В качестве открытого ключа для шифрования выступает n, в качестве секретного ключа для расшифрования — пара (p, q).
Для того, чтобы зашифровать открытый текст, обладатель открытого ключа выбирает x0. На основе BBS-генератора по вектору инициализации x0 получают последовательность квадратов x1, x2, … , xm, по которой получают последовательность младших бит b1, b2, …, bm. Путём гаммирования с этой последовательностью битов открытого текста и получают шифрованный текст ci=mi⊕bi, i=1,2,…,m.
Шифрограмма, которая пересылается обладателю секретного ключа, есть (c1,c2,…,cm, xm+1). После формирования шифрограммы последовательность xi, i=0,1,…,m уничтожается, и при следующем сеансе связи отправитель выбирает новое x0.
Получатель шифрограммы восстанавливает по xm+1 последовательность главных корней xm, … , x1 и последовательность их младших бит b1, b2, …, bm, а затем расшифровывает шифрограмму: mi=ci⊕bi , i=1,2,…,m.

## Как происходит шифрование сообщений
Предположим, что Боб хочет послать сообщение «m» Алисе:
1. Боб сначала кодирует {\displaystyle m} в виде строки из {\displaystyle L} бит{\displaystyle (m_{0},\dots ,m_{L-1})}
2. Боб выбирает случайный элемент {\displaystyle r}, где {\displaystyle 1<r<N}, и вычисляет {\displaystyle x_{0}=r^{2}~mod~N}
3. Боб использует псевдослучайные числа для генерации случайных чисел {\displaystyle L}, следующим образом:
  1. Для {\displaystyle i=0} до {\displaystyle L-1}:
  2. Ряд {\displaystyle b_{i}} равен наименьшему значению бита {\displaystyle x_{i}};
  3. Увеличиваем {\displaystyle i} ;
  4. Вычисляем {\displaystyle x_{i}=(x_{i-1})^{2}~mod~N}
4. Вычисляем зашифрованный текст с помощью гамирования ключевого потока {\displaystyle {\vec {c}}={\vec {m}}\oplus {\vec {b}},y=x_{L}=x_{L-1}^{2}~mod~N}
5. Боб отправляет зашифрованный текст{\displaystyle (c_{0},\dots ,c_{L-1}),y}

## Как происходит расшифрование сообщений
Алиса получает {\displaystyle (c_{0},\dots ,c_{L-1}),y}. Она может восстановить «m», используя следующую процедуру:
1. Используя разложение на множители {\displaystyle (p,q)} Алиса получает {\displaystyle r_{p}=y^{((p+1)/4)^{L}}~mod~p} и {\displaystyle r_{q}=y^{((q+1)/4)^{L}}~mod~q}.
2. Вычисление начального источника {\displaystyle x_{0}=q(q^{-1}~{mod}~p)r_{p}+p(p^{-1}~{mod}~q)r_{q}~{mod}~N}
3. Начиная с {\displaystyle x_{0}}, повторно вычисляем битовый вектор {\displaystyle {\vec {b}}} используя генератор BBS, как в алгоритм шифрования.
4. Вычисляем текст с помощью гаммирования ключевым потоком с зашифрованным текстом {\displaystyle {\vec {m}}={\vec {c}}\oplus {\vec {b}}}.

Алиса восстановила исходный текст {\displaystyle m=(m_{0},\dots ,m_{L-1})}

## Эффективность
В зависимости от размера обычного текста BG может задействовать больше или меньше вычислительных ресурсов чем RSA. RSA использует оптимизированный способ шифрования, чтобы минимизировать время шифрования, шифрование RSA будет как правило выигрывать у BG во всём, кроме самых коротких сообщений. Поскольку время расшифрования RSA нестабильно, то возведение в степень по модулю может потребовать столько же ресурсов как для расшифровки BG зашифрованного текста той же самой длины. BG более эффективно к более длинным зашифрованным текстам, в которых RSA требует многократного отдельного шифрования. В этих случаях BG более эффективно.